# Phygadeuon pegomyiae
Phygadeuon pegomyiae är en stekelart som beskrevs av Heinrich Habermehl 1928.
Phygadeuon pegomyiae ingår i släktet Phygadeuon och familjen brokparasitsteklar. Inga underarter finns listade i Catalogue of Life.